# Владимир Карић
Владимир Карић (Светлић, 2. новембар 1848 — Баден у Тиролу, 8. јануар 1894) био је српски географ, педагог, публициста и дипломата.

## Биографија
Потиче из сиромашне чиновничке породице и током школовања сам је себе радом издржавао. Основну школу је учио у Крагујевцу, а гимназију похађао у Крагујевцу, Шапцу и Београду. Правни факултет је завршио на Великој школи у Београду 1864-1868. године. Каријеру је отпочео у струци, као практикант у шабачком суду. У истом граду је неко време као замена предавао у градској гимназији. Године 1870. постаје писар начелства у Пожаревцу. Исте године прелази у Шабац, где започиње вишегодишњу каријеру гимназијског професора у тамошњој полугимназији.

## Просвета
Године 1870. именован је за суплента шабачке ниже гимназије. А након полагања професорског испита 1873. године прдужава просветни рад у Шапцу. Много је утицао на научна опредељења свог ученика из шабачке гимназије - будућег научника и академика Јована Цвијића. Карић је својим ђацима показивао концепте будућег уџбеника географије 1879. године. Враћа се он 1873. године у Пожаревац, сада као професор географије гимназије. Кроз неколико година, 1879. добија поново премештај у Шабачку гимназију. У Београд долази са службом 1881. године. Од тада почиње да издаје наставне уџбенике из географије. У просвети је Карић остао до 1888. године, када је постављен на место референта у Министарству просвете и црквених дела. Године 1879. написао је уџбеник Земљописа - географије. Убрзо је свој уџбеник проширио објавивши Земљопис у две књиге. Године 1881. изабран је за ванредног члана Просветног савета. Године 1882. објавио је књигу Српска земља, где је у геолошком, географском и статистичком погледу описао територије које су Срби насељавали у то време. Карић је политичко-географске есеје у којима је исказао дубоку љубав према својој земљи и њеним невољама. Године 1887. написао је волуминозно дело Србија у три тома. Та књига је била запажени експонат на Светској изложби у Паризу 1889. године. Под псеудонимом „В. Црнојевић” објавио је Карић 1889. године вредну историјско-путописну студију под насловом Цариград, Света Гора, Солун.

## Дипломатска активност
Године 1889. због показаног квалитета у раду Министарства просвете и црквених дела у погледу развоја српске просвете у Старој Србији и Македонији постављен је за начелника новооснованог Просветно-политичког одељења Министарства иностраних дела. То одељење формирано је управо због ширења српског утицаја и просвете у Старој Србији и Македонији, који су били угрожени делатношћу Бугарске егзархије. Постаје он шеф српске пропагадне мисије у неослобођеним крајевима српства. Владимир Карић је био изразити представник просвећеног национализма код Срба. Године 1889. 13. октобра постављен је за конзула српског конзулата у Скопљу. Карић је радио на томе да Скопље учврсти као средиште из којег ће се ширити српски утицај и јачати српска национална свест у Отоманском царству. Тежио је да се повећа број српских школа, цркви, свештеника и учитеља, књижара и повежу тамошњи национални радници. На конзулском положају остао је до 1892. године, где је на пословима српске националне политике показао знатне успехе. Био је тих година близак пријатељ и сарадник Јована Ристића. На лични захтев, због неслагања са новим министром, напустио је Скопље октобра 1892. године.

## Повратак у Београд
По повратку у Београд, 1892. године предавао је до пензије 1893. године у Нижој београдској гимназији. Због нарушеног здравља (туберкулозе) отишао је у ваздушну бању Баден у Тиролу, тамо је и умро 8. јануара 1894. године. На опелу у Саборној цркви у Београду је говорио његов следбеник Јован Цвијић. Тестаментом је све своје имање скромни Карић завештао географском одсеку Велике школе.

## Наслеђе
Према Јовану Цвијићу, уз Милана Ђ. Милићевића Владимир Карић је највише учинио за распростирање знања о српским земљама.